# James Wilkinson (Tonmeister)
James Ray Wilkinson (* 2. September 1896 in Iowa; † 16. November 1984 in Los Angeles, Kalifornien) war ein US-amerikanischer Filmeditor und Tonmeister.

## Leben
Wilkinson arbeitete Anfang der 1920er Jahre zunächst als Filmeditor. Später leitete er die Tonabteilung von RKO Pictures. In dieser Funktion war er 1939 für George Stevens’ Screwball-Komödie Vivacious Lady mit Ginger Rogers und James Stewart in den Hauptrollen für den Oscar in der Kategorie Bester Ton nominiert. Der Preis ging in diesem Jahr an Thomas T. Moulton für Mein Mann, der Cowboy.
Wilkinson starb im Alter von 88 Jahren in Los Angeles.

## Filmografie
- 1921: The Hope Diamond Mystery (Schnitt)
- 1923: Itching Palms (Schnitt)
- 1924: Sherlock’s Home (Schnitt)
- 1924: Das Wiegenlied (The Lullaby) (Schnitt)
- 1932: What Price Hollywood? (Schnitt)
- 1938: Vivacious Lady (Ton)
- 1967: O Vater, armer Vater, Mutter hängt dich in den Schrank und ich bin ganz krank (Oh Dad, Poor Dad, Mamma's Hung You in the Closet and I'm Feelin' So Sad) (Ton)

## Auszeichnungen
- 1939: Oscar-Nominierung in der Kategorie Bester Ton für Vivacious Lady